# Welischski rajon
Der Welischski rajon (russisch Велижский район) ist ein Rajon in der Oblast Smolensk in Russland. Er liegt ganz im Nordwesten der Oblast. 
Auf einer Fläche von 1473 km² leben 12.217 Einwohner (2010). Verwaltungszentrum des Rajons ist die Kleinstadt Welisch mit etwa 7600 Einwohnern (2010).
Benachbarte Rajons sind im Osten der Demidowski rajon und im Süden der Rudnjanski rajon. Im Westen grenzt der Welischski rajon an Belarus, im Nordwesten an die Oblast Pskow und im Norden an die Oblast Twer.